# Harry Atwater
Harry Atwater, född 22 januari 1960, är en amerikansk fysiker och professor i tillämpad fysik och materialvetenskap på California Institute of Technology.  Atwater är också Howard Hughes Professor, en titel som innehas av framstående forskare som engagerar sig i att motivera studenter att ägna sig åt vetenskap.
Han är en av USA:s mest framstående forskare på området solenergi och forskar på två huvudområden: 
1. solceller och solenergi
2. plasmoniska och optiska metamaterial

Tillsammans med sin forskargrupp utvecklar och analyserar han nya material att använda till solceller. De har till exempel utvecklat nya enheter till solceller där halvledare ur grupp III och  grupp V i det periodiska systemet skapar många pn-övergångar på rad. 
Atwater tog examen i elektroteknik från Massachusetts Institute of Technology år 1981 och tog doktorsexamen härifrån år 1987. 
Han är chef för Caltechs största forskningsprogram inom energi, Resnick Sustainability Institute. och chef för Light-Material Interactions in Energy Conversion Energy Frontier Research Center (LMI-EFRC), ett forskningscenter där materialforskning med fokus på omvandling av solenergi bedrivs. Genom att designa ett material för att styra dess optiska egenskaper kan energiomvandlingen bli mer effektiv.
Atwater är grundare av två företag i solenergibranschen, Alta Devices och Caelux, båda två avknoppningar från hans egen forskargrupp.